# Good Times, Bad Times… Ten Years of Godsmack
«Good Times, Bad Times… Ten Years of Godsmack» — альбом-компиляция лучших хитов американской хэви-метал группы Godsmack, вышедший в 2007 году. Сборник также включает в себя DVD акустического выступления Godsmack в Лас-Вегасе, штат Невада.
Альбом «Good Times, Bad Times… Ten Years of Godsmack» дебютировал на 35 месте в Billboard 200. В первую неделю после выхода альбома было продано около 40,000 копий.

## Список композиций
Большая часть приведённых ниже песен написана вокалистом группы Godsmack Салли Эрной:
1. «Good Times, Bad Times» — 2:57 (Бонэм/Джонс/Пэйдж/Плант)
2. «Whatever» (Godsmack) — 3:26 (Эрна/Ромбола)
3. «Keep Away» (Godsmack) — 4:50 (Эрна)
4. «Voodoo» (Godsmack) — 4:40 (Эрна/Меррилл)
5. «Bad Religion» (Godsmack) — 3:13 (Эрна/Стюарт)
6. «Awake» (Awake) — 5:04 (Эрна)
7. «Greed» (Awake) — 3:28 (Эрна)
8. «I Stand Alone» (Faceless) — 4:03 (Эрна)
9. «Straight Out of Line» (Faceless) — 4:21 (Эрна)
10. «Serenity» (Faceless) — 4:34 (Эрна)
11. «Re-Align» (Faceless) — 4:20 (Эрна)
12. «Running Blind» (The Other Side) — 3:55 (Эрна)
13. «Touché» (The Other Side) — 3:37 (Эрна/Коско/Ричардс)
14. «Speak» (IV) — 3:55 (Эрна/Ромбола/Меррилл/Ларкин)
15. «Shine Down» (IV) — 4:52 (Эрна)
16. «The Enemy» (IV) — 4:08 (Эрна)

## Участники записи
- Салли Эрна — Вокал, гитара, ударные
- Тони Ромбола — Гитара, бэк-вокал
- Робби Меррилл — Бас-гитара, бэк-вокал
- Томми Стюарт (англ. Tommy Stewart) — Ударные
- Шеннон Ларкин — Ударные

## Позиции в чартах
Альбом — Billboard 200 (Северная Америка)
| Год  | Чарт          | Место |
| ---- | ------------- | ----- |
| 2007 | Billboard 200 | 35    |

Синглы — Billboard (Северная Америка)
| Год  | Сингл                  | Чарт                   | Место |
| ---- | ---------------------- | ---------------------- | ----- |
| 2007 | «Good Times Bad Times» | Mainstream Rock Tracks | 8     |
| 2007 | «Good Times Bad Times» | Modern Rock Tracks     | 28    |